# The Titan's Bride
The Titan's Bride (巨人族の花嫁?, Kyojinzoku no hanayome, lett. "La sposa del gigante") è un manga scritto e disegnato da Itkz e pubblicato da Suiseisha sulla rivista Screamo dal 2019 dove la serie è tuttora in corso.
La serie segue la relazione tra Kōichi Mizuki, uno studente umano, e Caius Lao Vistaille, un principe gigante che convoca Kōichi nel suo mondo.
La serie è stata adattata in una serie anime televisiva prodotta da Suiseisha e realizzata da Studio Hōkiboshi e Comet Company nel 2020. Gli episodi sono trasmessi in streaming sulla piattaforma di distribuzione digitale ComicFesta Anime. Le traduzioni in lingua inglese sia del manga che dell'anime sono sindacate dalla piattaforma di distribuzione digitale Coolmic, che ha trasmesso in simultanea la serie anime durante la sua trasmissione originale.

## Trama
Kouichi Mizuki si è appena diplomato e non vede l'ora che arrivi il futuro, ma dopo il suo ultimo giorno di scuola si ritrova convocato a Eustil, un mondo di titani! Il suo evocatore, il principe Caius, lo ha portato nel regno di Tildant per diventare sua sposa e realizzare una profezia, ma la loro considerevole differenza di dimensioni fa preoccupare Kouichi che non riesce a stare con il suo nuovo enorme "marito". Caius accetta di mandare a casa Kouichi dopo un mese se è veramente infelice; eppure col passare del tempo, Kouichi si ritrova ad abituarsi ad essere un "nano" in una terra di giganti. E nonostante le sue proteste, comincerà a provare sentimenti verso il principe.

## Personaggi
Kōichi Mizuki (水樹 晃一?, Mizuki Kōichi)
Doppiato da: Kento Ito
Un ragazzo di 19 anni e giocatore di Basket che viene improvvisamente evocato a Tildant, un mondo popolato da giganti e creature mitologiche.
Caius Lao Bistail (カイウス・ラオ・ビステイル?)
Doppiato da: Yūki Ono
È il principe di Tildant che ha evocato Koichi per diventare sua "sposa".
Medina Nall Rosas (メディナ・ナル・ローザス?)
Doppiata da: Noriko Fujimoto
Crescendo, Medina era un'amica d'infanzia di Caius che avrebbe dovuto sposare il suo amico, ma a causa della profezia sono stati in grado di rimanere solo amici intimi. Tuttavia alcuni abitanti la ritengono una codarda perché ha lasciato il principe da solo per una profezia.
Baro Barows (バロ・バロウズ?)
Doppiato da: Masatomo Nakazawa
È un uomo lupo bestia che in precedenza era un vagabondo e molto probabilmente assunto da Beri, che in seguito rapisce Koichi e insiste per trattenerlo per un riscatto. Lavora come assistente per il Dr. Martu e risiede a Tildant.
Beri Berinal (ベリ・ベリナル?)
Doppiato da: Yusuke Shirai
È un uomo-tigre e un commerciante che si offre di fare un accordo con Caius per trovare un frutto Raisa nella serie The Titan's Bride.

## Media

### Manga
The Titan's Bride è un manga scritto e illustrato da Itkz. È stato serializzato come fumetto digitale dall'editore Suieseisha sotto la loro etichetta Screamo dal 2019 ed è pubblicato come volumi tankōbon raccolti sotto la loro etichetta Glanz BL Comics. Una traduzione in lingua inglese della serie è pubblicata dalla piattaforma di distribuzione digitale Coolmic. In Italia il manga è ancora inedito.

### Anime
Il 18 marzo 2020, l'editore Suiseisha, ha annunciato che la serie sarebbe stata adattata in una serie anime televisiva. La serie è prodotta da Suiseisha e realizzato da Studio Hōkiboshi e Comet Company, con lo staff composto dal direttore Rei Ishikura, Eeyo Kurosaki come sceneggiatore e Shinichi Yoshikawa sia come character designer che come capo direttore dell'animazione. La serie è stata presentata in anteprima il 5 luglio 2020. Sono state realizzate due versioni di ogni episodio: una "edizione premium" che va in onda sulla piattaforma di distribuzione digitale ComicFesta Anime che include contenuti sessualmente espliciti e una versione modificata che va in onda su Tokyo MX, YouTube e Niconico che rimuove i contenuti sessualmente espliciti. La versione inglese della serie è stata distribuita dalla piattaforma Coolmic.

### CD Drama
Un CD audio-dramma è stato incluso con il primo volume tankōbon della serie manga, con Itō e Ono rispettivamente che doppiano Kōichi e Caius.